# Мармарош (область)

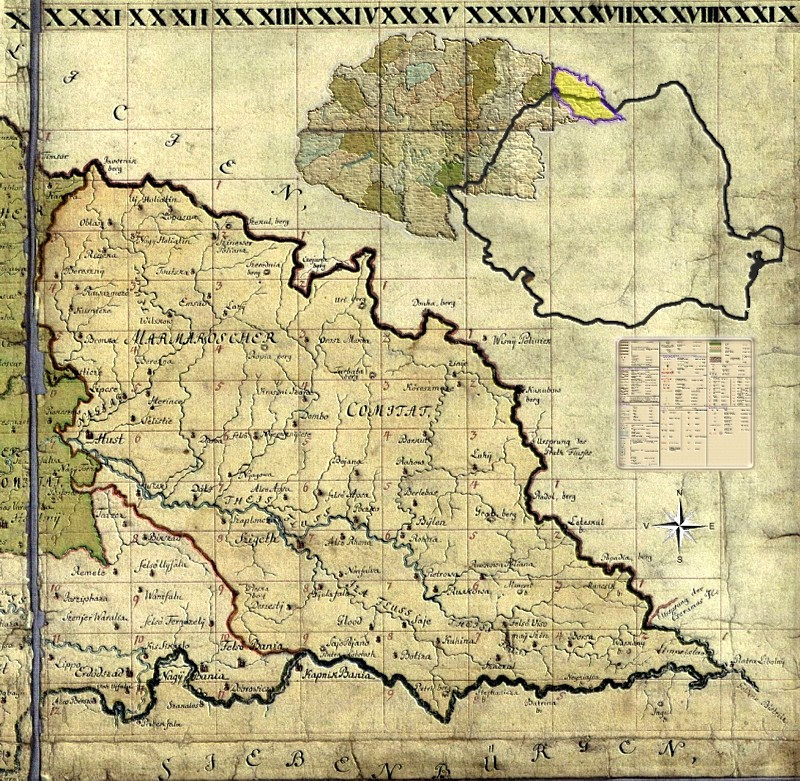
Комитат Мармарош на карте Венгерского королевства, 1780—1784 годы.

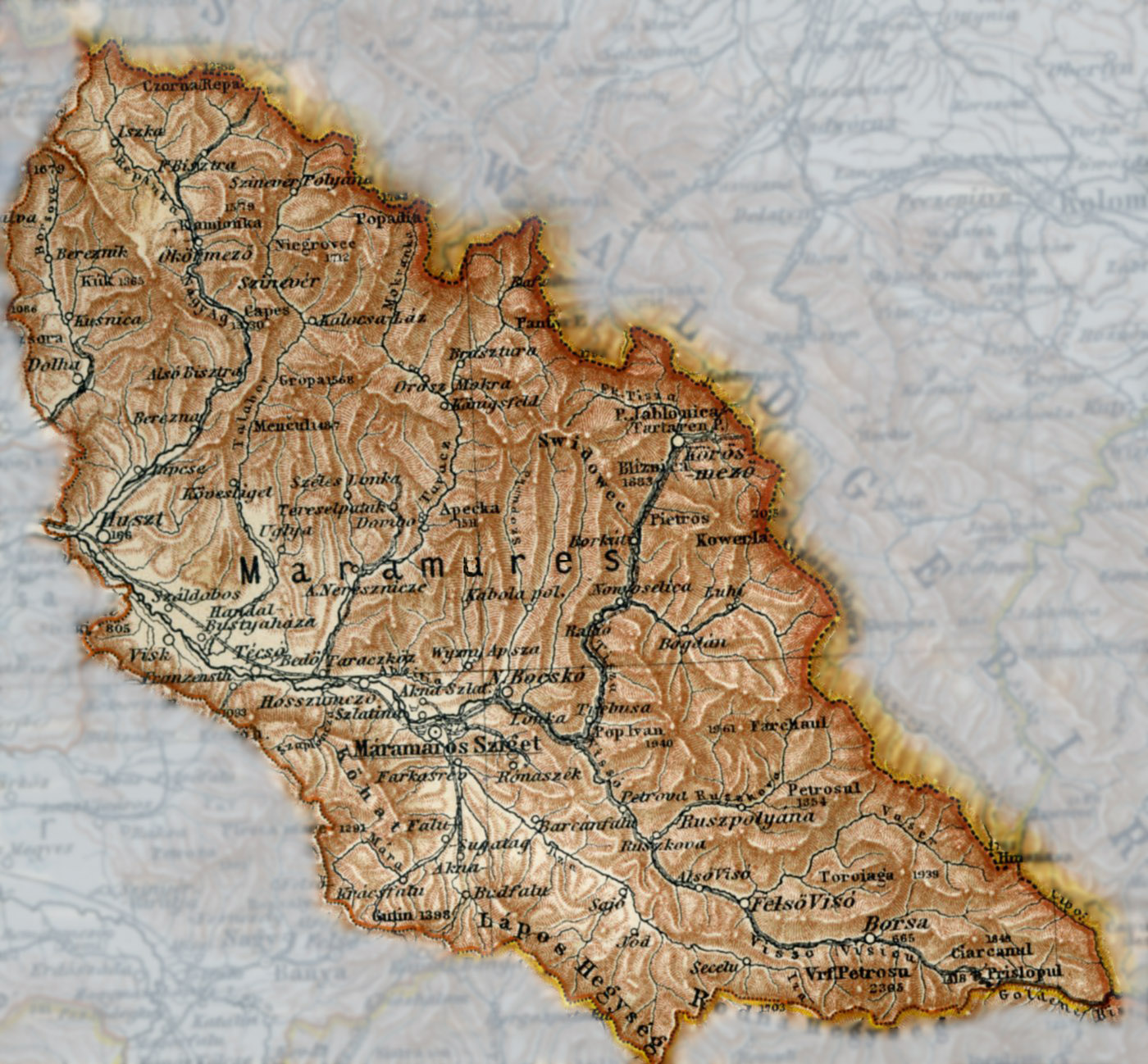
Комитат Мармарош, на карте 1905 года.

Мармарош (словац. Marmaroš, венг. Máramaros, укр. Мармарош, Марамуреш, рум. Maramureş, Марматия, лат. Marmatia, Мармарощина, укр. Мармарощина, Мараморош) — историческая область в Карпатах.
В настоящее время северная её часть (Северный Мармарош) составляет Хустский, Тячевский и Раховский районы Закарпатской области Украины, а Южный Мармарош — жудец Марамуреш Румынии.
Это наиболее высокогорная и труднодоступная часть Карпат. Исторические центры — Хуст и Сигету-Мармацией. В Австро-Венгрии Мармарошу соответствовал комитат Мармарош. Этнический состав области разнообразен — румыны, украинцы, русины, ципзерские немцы, венгры. Название имеет румынское происхождение и означает «Великий Муреш».

## История
Название восходит либо к удвоенному пра-и.е. *mori «море», либо, по предположению О. Н. Трубачёва, к гораздо более позднему праслав. *mor'e mьrъše «умершее море» (исследователи отмечают существование в Потисье вплоть до недавнего времени района подтопления). В другом источнике указано что от главного хребта Карпат отделяется на запад отрог Мармарош.
Падение Волынского княжения оставило эти земли, заселенные восточными славянами, и они снова обратилась в печальный край. В XI веке венгры заселяют край, он входит в Венгрию и становится частью комитата Боршова, оставаясь при этом благодаря своему обособленному географическому положению автономным регионом, но постепенно утрачивая свои привилегии и в XIV веке был полностью подчинён Венгерскому королевству.
Позднее Мармарош выделен из комитата Борсова (главный город Борша).
В 1353 году — мармарошский князь Драгош, посланный Людовиком I, основал Молдавское княжество, вассальное Венгрии. Мармарошский воевода Богдан, в 1342—1343 годах, поднял восстание (бунт) против королевства, и 1359 году добился независимости для Молдавского господарства и стал его господарем.
В средние века Мармарош был известен богатыми залежами соли (шахты) и впоследствии древесиной.
На начало XX столетия Мараморош или Мармарош (Maramoros), комитат в северо-восточной Венгрии, на левом берегу Тиссы, площадью 10355 км²., и в нём проживало 269 000 жителей, обоего полу (большей частью русины).
По решению Трианонского договора, от 1920 года, комитат Венгерского королевства Мармарош по реке Тиса был разделён между Чехословакией (60 % территории — Северный Мармарош) и Румынией (40 % территории — Южный Мармарош).
В 1930-е годы Марамуреш (румынск. Maramureş), область, включала два департамента (жудеца), в северо-западной части Румынского королевства на границе с Венгрией, Чехословакией и Польшей.
После Великой Отечественной и Второй мировой войн Северный Мармарош отошёл к советской Украине. Современный жудец Марамуреш в Румынии включает в себя Южный Мармарош.

## Туризм
- Одной из местных достопримечательностей является «Весёлое кладбище» в селе Сэпынца.
- Деревянные церкви области Марамуреш включены ЮНЕСКО в число памятников Всемирного наследия.
- Также интерес для туристов представляют замки венгерского феодального рода Другетов.